# Duszniki (gmina)
Duszniki – gmina wiejska w województwie wielkopolskim, w powiecie szamotulskim. W latach 1975–1998 gmina położona była w województwie poznańskim.
Siedziba gminy to Duszniki.
Według danych z 31 grudnia 2011 gminę zamieszkiwało 8517 osób. Natomiast według danych z 31 grudnia 2019 roku gminę zamieszkiwało 9109 osób.

## Struktura powierzchni
Według danych z roku 2002 gmina Duszniki ma obszar 156,28 km², w tym:
- użytki rolne: 85%
- użytki leśne: 6%

Gmina stanowi 13,96% powierzchni powiatu.

## Demografia
Dane z 31 grudnia 2011:
| Opis                              | Ogółem | Ogółem | Kobiety | Kobiety | Mężczyźni | Mężczyźni |
| --------------------------------- | ------ | ------ | ------- | ------- | --------- | --------- |
| jednostka                         | osób   | %      | osób    | %       | osób      | %         |
| populacja                         | 8517   | 100    | 4260    | 50,0    | 4257      | 50,0      |
| gęstość zaludnienia (mieszk./km²) | 54,5   | 54,5   | 27,26   | 27,26   | 27,24     | 27,24     |

- Piramida wieku mieszkańców gminy Duszniki w 2014 roku[1].

## Sąsiednie gminy
Buk, Kaźmierz, Kuślin, Lwówek, Opalenica, Pniewy, Tarnowo Podgórne